# Тит Вестриций Спурина
Тит Вестриций Спурина (на латински: Titus Vestricius Spurinna; * 25 г.; † 101 г.) е сенатор на Римската империя през края на 1 и началото на 2 век.
През 69 г. служи като военен dux militum при император Отон в Плацентия. През 97 г. е легат в Долна Германия. Награден е от император Нерва с триумф. През 98 г. е суфектконсул заедно с император Траян.